# Maisons à pans de bois à Quimper

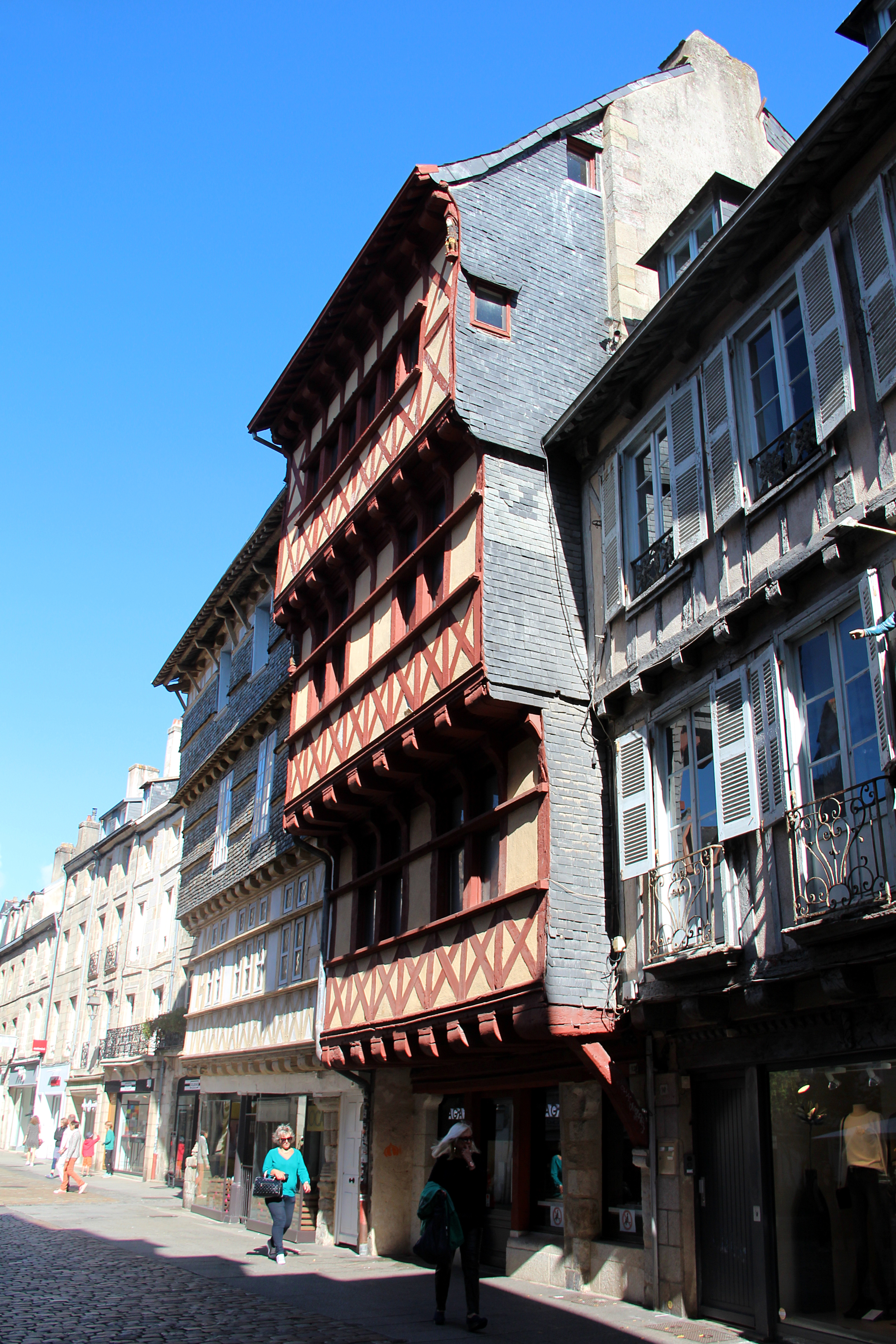
Maisons à pans de bois ou à encorbellement, Rue Kéréon, Quimper

 (septembre 2024).
La mise en forme du texte ne suit pas les recommandations de Wikipédia : il faut le « wikifier ».
Les points d'amélioration suivants sont les cas les plus fréquents :
- Les titres sont pré-formatés par le logiciel. Ils ne sont ni en capitales, ni en gras.
- Le texte ne doit pas être écrit en capitales (les noms de famille non plus), ni en gras, ni en italique, ni en « petit »…
- Le gras n'est utilisé que pour surligner le titre de l'article dans l'introduction, une seule fois.
- L'italique est rarement utilisé : mots en langue étrangère, titres d'œuvres, noms de bateaux, etc.
- Les citations ne sont pas en italique mais en corps de texte normal. Elles sont entourées par des guillemets français : « et ».
- Les listes à puces sont à éviter, des paragraphes rédigés étant largement préférés. Les tableaux sont à réserver à la présentation de données structurées (résultats, etc.).
- Les appels de note de bas de page (petits chiffres en exposant, introduits par l'outil «  Source ») sont à placer entre la fin de phrase et le point final[comme ça].
- Les liens internes (vers d'autres articles de Wikipédia) sont à choisir avec parcimonie. Créez des liens vers des articles approfondissant le sujet. Les termes génériques sans rapport avec le sujet sont à éviter, ainsi que les répétitions de liens vers un même terme.
- Les liens externes sont à placer uniquement dans une section « Liens externes », à la fin de l'article. Ces liens sont à choisir avec parcimonie suivant les règles définies. Si un lien sert de source à l'article, son insertion dans le texte est à faire par les notes de bas de page.
- La présentation des références doit suivre les conventions bibliographiques. Il est recommandé d'utiliser les modèles {{Ouvrage}}, {{Chapitre}}, {{Article}}, {{Lien web}} et/ou {{Bibliographie}}. Le mode d'édition visuel peut mettre en forme automatiquement les références.
- Insérer une infobox (cadre d'informations à droite) n'est pas obligatoire pour parachever la mise en page.

Pour une aide détaillée, merci de consulter Aide:Wikification.
Si vous pensez que ces points ont été résolus, vous pouvez retirer ce bandeau et améliorer la mise en forme d'un autre article.
 (janvier 2025).
 (janvier 2025).

## Historique
Dans le centre-ville historique de Quimper, les nombreuses maisons à pans de bois ou maisons à colombages marquent par leurs couleurs et leurs aspects.
Avec l'Alsace, le Pays basque, et la Normandie, la Bretagne est l'une des régions de France qui compte les plus de maisons à pans de bois, au nombre de 1500.
Ces constructions sont peu conservées pour des raisons de sécurité, de développement urbain, et d'agrandissement des rues à partir du XIVe siècle. Les maisons à pans de bois de Quimper sont un témoignage des techniques de constructions du XIVe siècle siècle au sein de villes européennes. Leurs étages étaient réservés aux habitations, tandis que les rez-de-chaussée abritaient les boutiques et commerces qui se suivaient ainsi tout le long des rues pavées.
Au cours de leur histoire, les maisons à colombages connaissent des modifications de l'ordre de l'entretien ou du rafraîchissement de façade, mais aussi dans le but de les cacher et de complètement les modifier. En effet en 1769, un arrêté municipal interdit la construction de nouvelles maisons à pans de bois, pour privilégier la construction de maisons en pierres et faire recouvrir la façade de celles déjà existantes.
Victimes de nombreuses destructions car oubliées et peu ou pas valorisées, ces maisons sont en partie classées aux monuments historiques, pour la majorité en 1958. Elles sont ainsi considérées, protégées et entretenues à leur juste valeur au sein du patrimoine quimpérois. Aujourd'hui on compte 20 maisons à pans de bois classées sur les 73 existantes à Quimper.
Les matériaux utilisés, en majorité du bois et de la terre glaise ou du torchis, permettent également d'apprendre davantage sur les conditions climatiques de la région de construction. En effet, des analyses dendrochronologiqueset palynologiques peuvent être réalisées sur des échantillons, pouvant ainsi déterminer les essences de bois utilisées ainsi que leur ancienneté, ou encore les plantes et matériaux associés au torchis ou à la terre glaise. L'alliance de ces matériaux relativement accessibles, tant en termes de proximité que de moyens, est très anciennement connue pour la construction d'habitations.

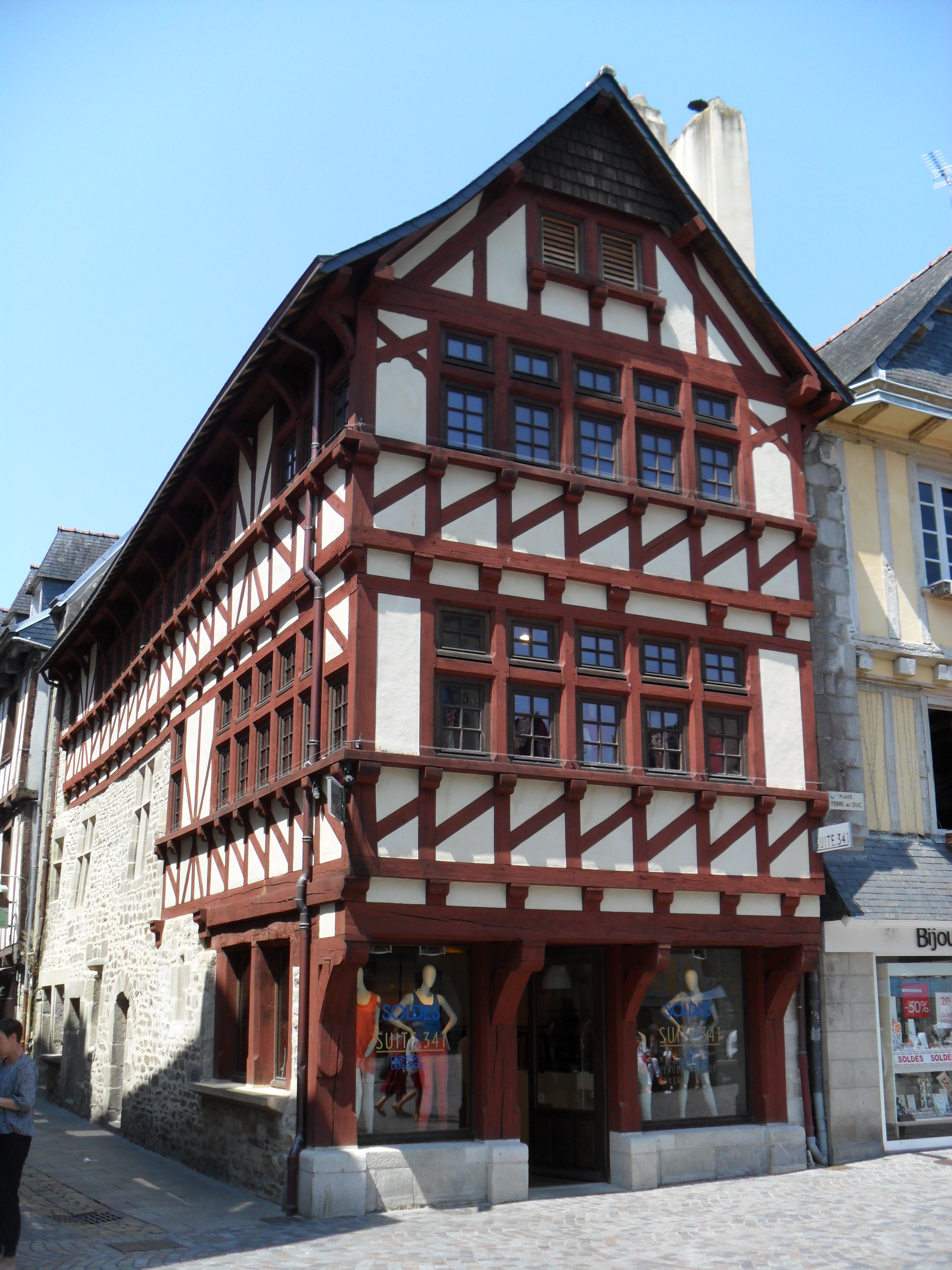
Maison à pans de bois, entre la rue Saint Mathieu et la Place Terre au Duc, Quimper

## Place Terre au Duc
La place Terre au Duc à Quimper est entourée de maisons à pans de bois. Certaines de ces maisons sont classées aux monuments historiques.
Cette place, en dépit de ses rivalités passées entre le duc de Bretagne et l'évêque, aura surtout laissé les maisons à pans de bois, logis de trois siècles restaurés. Sur cette place, également appelé la place du marché, les volontaires sortent leurs pinceaux entre les Halles et la rue Kéréon pour saisir la beauté du Steir à l'occasion du concours « Peindre Quimper ».

## Rue Kéréon
La rue Kéréon abrite l'une des maisons à colombage les plus remarquables de la ville, mariant harmonieusement le bois et l'ardoise. En y prêtant attention, on peut distinguer une petite niche de style Renaissance ornant l'un de ses côtés, ainsi qu'une baie moulurée, autrefois dotée d'un meneau. C’est notamment dans cette rue qu’en 2021 des travaux ont été entrepris, travaux qui vont permettre de dater précisément leur construction.
En effet, le no 10, l’une des plus anciennes maisons à pans de bois de la ville, classée  au “patrimoine remarquable” a connu l’un des plus gros projets de restauration qui consistait entre autres à l’installation de grands échafaudages.
À l'origine, les pans de bois de cette maison du XVIe siècle étaient enduits d'une teinte ocre rouge. Deux siècles plus tard, lors de travaux de modernisation, cette couleur a été remplacée par une peinture grise. C’est finalement ce gris qui a été choisi pour la rénovation actuelle.

Les travaux, débutés le 7 avril, dureront entre cinq et six semaines. Ils consistent à décaper, nettoyer et repeindre la façade. Un nouvel enduit sera appliqué sur le pignon droit pour protéger les murs en moellons des intempéries bretonnes. Enfin, les appuis des portes-fenêtres en bois seront remplacés et repeints à l’huile.
D’après Patrick Cathelain, ingénieur des Bâtiments de France, « La peinture à l’huile met bien plus de temps à sécher, mais c’est le prix à payer pour avoir un résultat authentique ».
Simultanément, les pans de bois seront remplacés par des pièces neuves, fabriquées artisanalement. Ces nouveaux éléments, taillés dans du chêne comme à l’origine, respectent les méthodes traditionnelles. Aucun travail n’est prévu à l’intérieur du bâtiment.
Face à cette maison, un autre important projet de restauration a eu lieu au même moment car l’état de la maison étaient préoccupant. En effet, cette maison n’avait pas connu de travaux depuis 400 ans donc sur l’angle côté Ouest, trois poteaux de bois était hors d’usage, surement en raison de la pluie qui a causé la pourriture du bois. Le bois d’origine a donc été remplacé par du bois neuf, taillé comme il l’était à l’époque.

## Rue du Guéodet

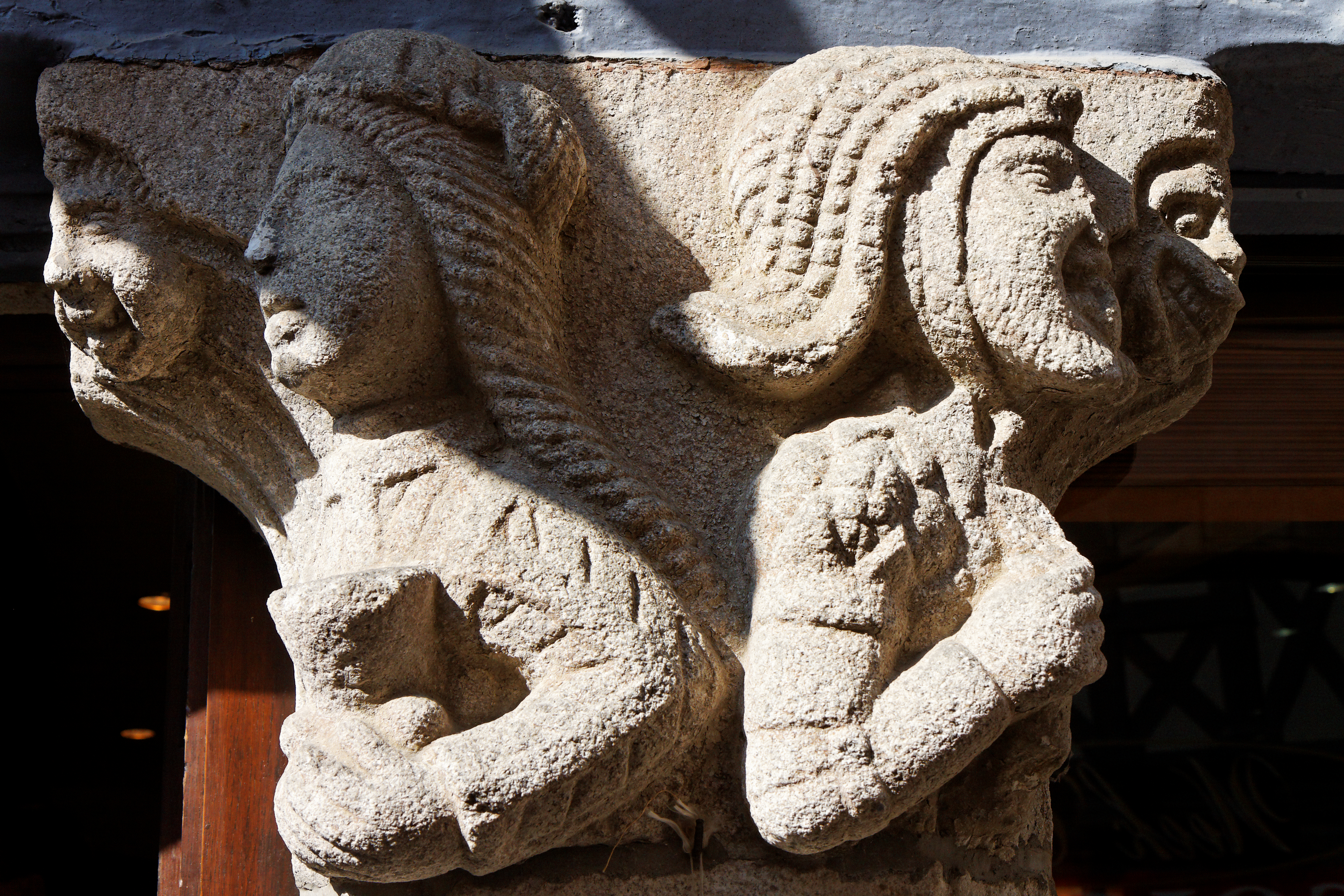
Profils en médaillon, maison des Cariatides

La rue du Guéodet, entre la Rue Kéréon et la Place au Beurre, est remarquable pour ses maisons à pans de bois mais surtout pour sa largeur réduite, nous plongeant d'une certaine manière au cœur de l'urbanisme breton du Moyen-Age.
La Maison des cariatides, au 4 Rue du Guéodet, est notamment remarquable pour son ornementation et ses haut-relief représentant des profils féminins et masculins.

## Projet de datation des maisons à pans de bois
Malgré les différentes actions de la Maison du Patrimoine de Quimper, portant sur des actions de médiation autour du centre-ville et de ses maisons, il n'y avait eu, pendant très longtemps, aucune étude d'archéologie du bâti de menée sur ces maisons à pan de bois, ni d'analyse d'archives et de sources historiques.
En 2019, la municipalité quimpéroise présente un projet à la Région Bretagne, à la suite d'un appel en lien avec une enquête d'Inventaire régionale, "Révéler et réinvestir l'architecture urbaine en pan de bois". Accepté par la région, ce projet est subventionné par cette dernière. Il consiste en la réalisation de diagnostics sanitaires, indispensable à une future restauration, le tout supervisé par un architecte du patrimoine. Il peut par la suite proposer un programme de travaux pertinent et adapté pour chaque maison.

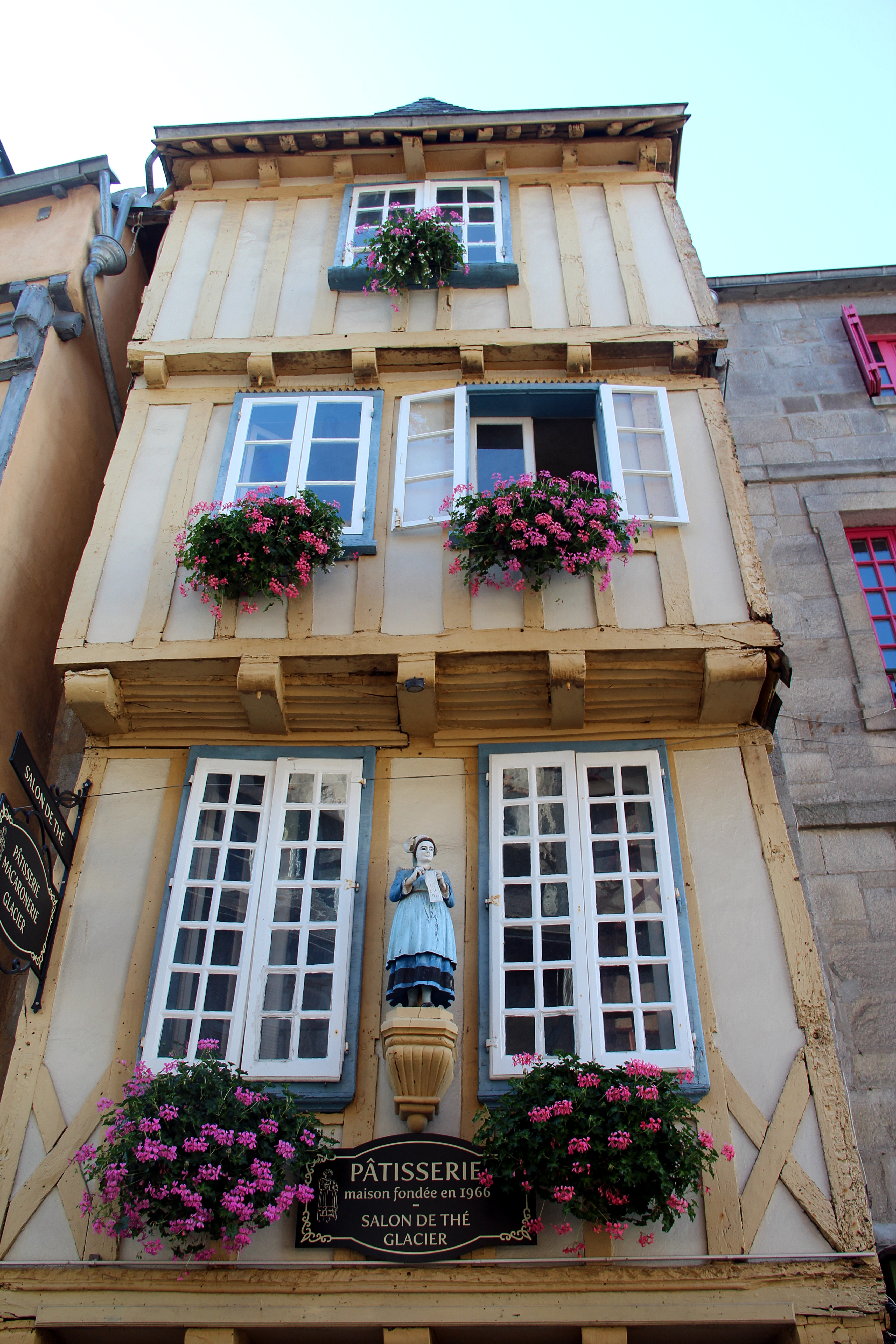
Maison à pan de bois de la rue Kéréon, ayant fait l'objet d'une datation archéologique

La première étape est de procéder à la datation des maisons à pan de bois, le projet étant de réaliser une étude par an, ciblée à chaque fois sur une maison.
La toute première à connaître cette étude est la "Maison de Philomène", à la devanture jaune, située 13 rue Kéréon, qui accueille aujourd'hui "Les Macarons de Philomène". Les analyses sont commencées fin avril 2021.
La technique utilisée est celle de la dendrochronologie. Méthode de datation grandement utilisée en archéologie, elle consiste à prélever des pièces de bois pour pouvoir y analyser les cernes de croissance des arbres, par le comptage et l'étude des variations d'épaisseur des cernes concentriques. Cela permet de connaître l'âge de l'arbre utilisé, et donc de dater la maison.
Pour la maison rue Kéréon, on a prélevé des échantillons dans la charpente, plus précisément 15 morceaux larges comme le diamètre d'une cigarette (soit environ 8mm). Seulement la moitié d'entre eux ont donné des informations. À la suite de ces relevés, les chercheurs ont pu estimer que cette maison a été construite entre 1494 et 1524, soit pendant la Renaissance, et ne comportait alors qu'un seul étage. Le bâtiment sera surélevé au XVIIe siècle (entre 1667 et 1687). L'ingénieur du patrimoine, Patrick Cathelain, poursuit l'étude et explique qu'à la suite de l'arrêté municipal de 1769 (imposant l'emploi de la pierre en façade), la "Maison de Philomène" est enduite et se voit être agrémentée d'un décor de fausses pierres dessinées. Il sera enlevé vers 1980, révélant la couleur d'origine du pan de bois : un ocre rouge. La peinture jaune actuelle date en effet des années 2000.